# Alpullu, Babaeski
Alpullu là một thị trấn thuộc huyện Babaeski, tỉnh Kırklareli, Thổ Nhĩ Kỳ. Dân số thời điểm năm 2011 là 2.577 người.